# Германская старокатолическая церковь

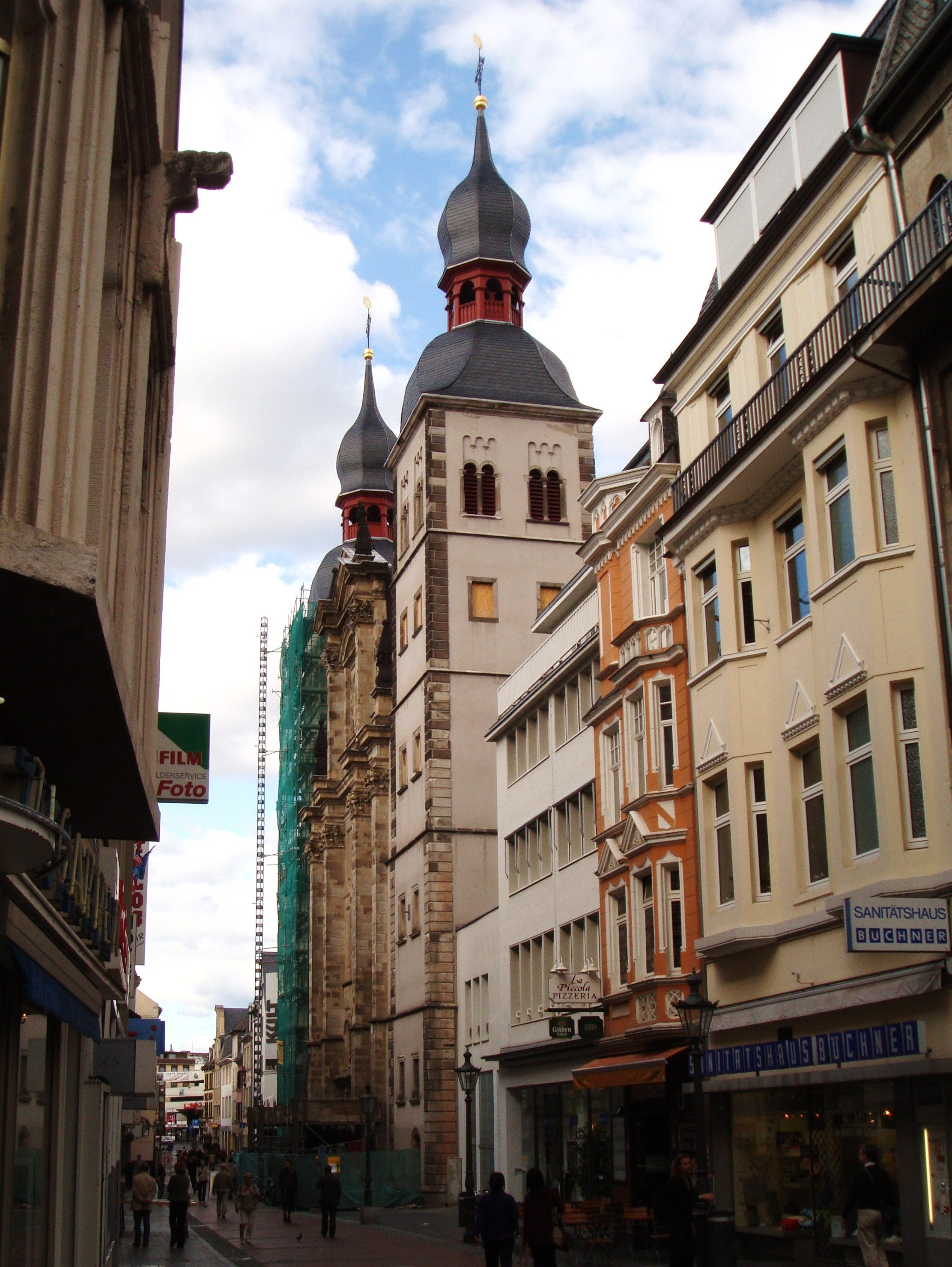
Церковь Имени Иисуса в Бонне

Германская старокатолическая церковь (нем. Alt-Katholische Kirche in Deutschland), официальное название — Католическая епархия старокатоликов в Германии (нем. Katholisches Bistum der Alt-Katholiken in Deutschland) — независимая кафоличная церковь, входящая в Утрехтскую унию старокатолических церквей. Старейшие старокатолические общины расположены в Северном Рейне-Вестфалии и Баден-Вюртемберге. Кафедральным собором старокатоликов в Германии является Церковь Имени Иисуса в Бонне (нем. Namen-Jesu-Kirche).

## Организационная структура
В Германии Старокатолическая церковь является публично-правовой корпорацией и имеет право на сбор церковного налога. Главой церкви является епископ. С 20 марта 2010 года эту должность занимает Маттиас Ринг (нем. Matthias Ring). Существует также синод (Synode) и синодальное представительство. В отличие от Римско-католической церкви, в Старокатолической церкви Германии существует одна единственная епархия.

### Общины
Имела общины в:
- Берлине
- В Саксонии-Анхальт: в Кведлинбурге и Галле
- В Саксонии: в Дрездене
- В Нижней Саксонии: Ганновере и Вильгельмсхафене
- В Гамбурге
- В Бремене
- В Гессен: в Франкфурте-на-Майне, Оффенбахе, Висбадене, Касселе
- В Северном Рейн-Вестфалии
  - В АО Мюнстер: Мюнстере и Ботропе
  - В АО Арнсберг: в Дортмунде
  - В АО Дюссельдорф: в Дюссельдорфе, Эссене и Крефельде
  - В АО Кёльн: в Кёльне, в Бонне и Аахене
- В Рейнланд-Пфальц: в Диттельхайм-Хесслохе, Кобленце, Ландау и Людвигсхафене
- В Саарланде: в Саарбрюккене
- В Баден-Вюртемберге
  - В АО Штутгарт: в Штутгарте
  - В АО Карлсруе: в Карлсруе, Манхейме, Хайдельберге и Баден-Бадене
  - В АО Фрайбург:
    - В Фрайбурге
    - В Районе Вальдсхут: Бад-Зеккингене, Деттингхофене и Лоттштеттене
    - В Районе Шварцвальд-Баар: в Блумберге, Фуртвангене и Гютенбахе
    - В Районе Ортенау: в Оффенбурге
    - В Районе Констанц: в Зингене

  - В АО Тюбинген: в Заульдорфе
- В Баварии:
  - В Верхней Баварии: в Мюнхене и Розенхайме
  - В Нижней Баварии: в Пассау
  - В Верхнем Пфальце: в Регенсбурге
  - В Верхнем Франконии: в Кобурге и Вайденберге
  - В Центральной Франконии: в Нюрнберге
  - В Нижней Франконии: Вюрцбурге и Ашафеннбурге
  - В Швабии: в Аугсбурге, Кауфбойрене и Кемптене

## Епископы

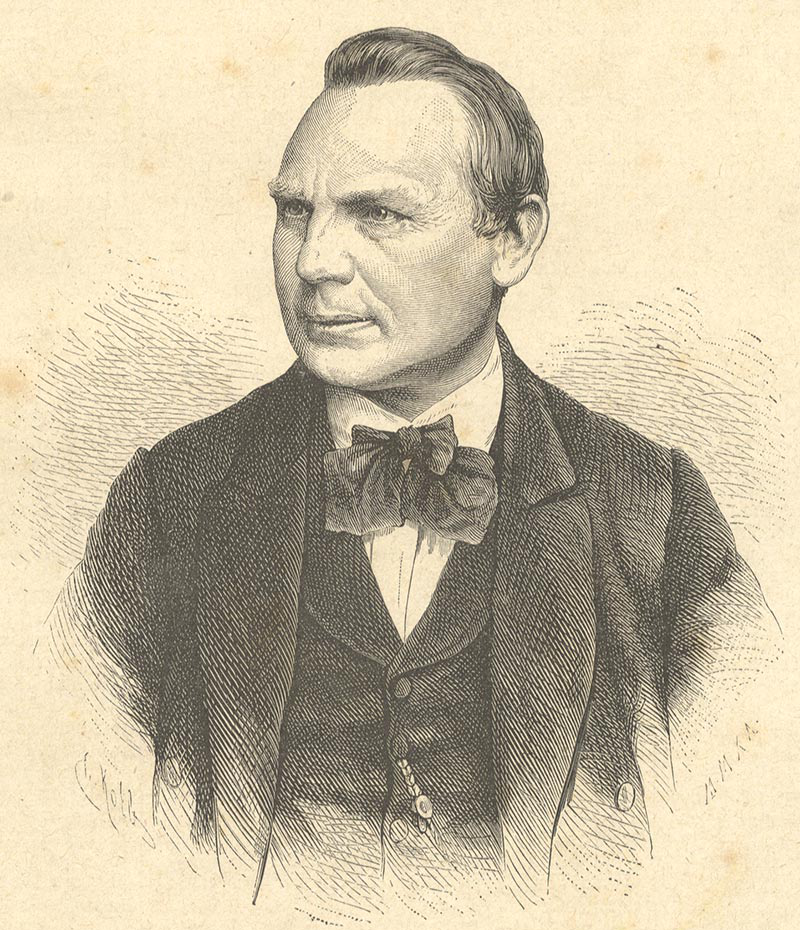
Йозеф Хуберт Райкенс

- Йозеф Хуберт Райнкенс (1873—1896)
- Теодор Вебер (1896—1906)
- Йозеф Деммель (1906—1913)
- Георг Моог (1913—1934)
- Эрвин Кройцер (1935—1953)
- Йоханн Йозеф Деммель (1953—1966)
- Йозеф Бринкхус (1966—1986)
- Зигизберт Крафт (1986—1995)
- Йоаким Воббе (1995—2010)
- Маттиас Ринг (с 2010)